# Cölestin Joseph Ganglbauer
Cölestin Joseph kardinál Ganglbauer OSB (20. srpna 1817, Thanstetten [dnes Schiedlberg] – 14. prosince 1889, Vídeň) byl rakouský římskokatolický duchovní, v letech 1876–1881 opat Kremsmünsterského opatství a v letech 1881–1889 arcibiskup arcidiecéze vídeňské.

## Život
Cölestin Joseph Ganglbauer se narodil jako první ze čtyř dětí do rodiny rolníků a obchodníků s koňmi, Johannu a Katharině Ganglbauerovým. Roku 1838 vstoupil do benediktinského kláštera v Kremsmünsteru v Horních Rakousích a dne 22. července 1843 přijal kněžské svěcení. Následně působil jako kaplan v Neuhofu. Dne 19. dubna 1876 byl zvolen opatem benediktinského kláštera v Kremsmünsteru. V roce 1877 byl jmenován doživotním členem Panské sněmovny Rakouské říšské rady a v letech 1881–1889 byl zároveň poslancem dolnorakouského zemského sněmu.
Byl velkým oblíbencem císaře Františka Josefa, jenž jej později doporučil na jmenování arcibiskupa. Arcibiskupem byl Ganglbauer jmenován dne 22. března 1881. Ganglbauer se tak stal druhým opatem svého kláštera, jenž byl povýšen na vídeňského biskupa (prvním byl Anton Wolfradt). Biskupské svěcení proběhlo 28. srpna 1881 a spolusvětiteli byli Franz Joseph Rudigier, biskup linecký a Matthäus Binder, biskup ze St. Pöltenu. V roce 1884 byl jmenován kardinálem.
Angažoval se do náboženských akcí, propagoval chrámový zpěv a chrámovou hudbu a různé katolické spolky. Podílel se také na založení Kalasantinské kongregace.
Zemřel 14. prosince 1889 ve Vídni ve věku 72 let. Je pochován v katedrále svatého Štěpána ve Vídni. Je po něm pojmenována ulice Ganglbauergasse v Ottakringu.